# Rio Feneş (Mureş)
O Rio Feneş (Mureş) é um rio da Romênia, afluente do Mureş, localizado no distrito de Alba.